# Bersaglieri del Po
I Bersaglieri del Po furono un'unità militare composta da volontari di Ferrara, organizzata e comandata dal conte ferrarese Tancredi Mosti Trotti Estense; partecipò alla Prima guerra di indipendenza italiana, combattendo in Veneto nelle file dell'esercito pontificio (che però aveva disubbidito al richiamo di papa Pio IX e deciso di continuare la guerra) e poi per la Repubblica Romana, partecipando alla difesa di Ancona. La città di Ferrara ha dedicato loro una via del centro cittadino.

## Storia

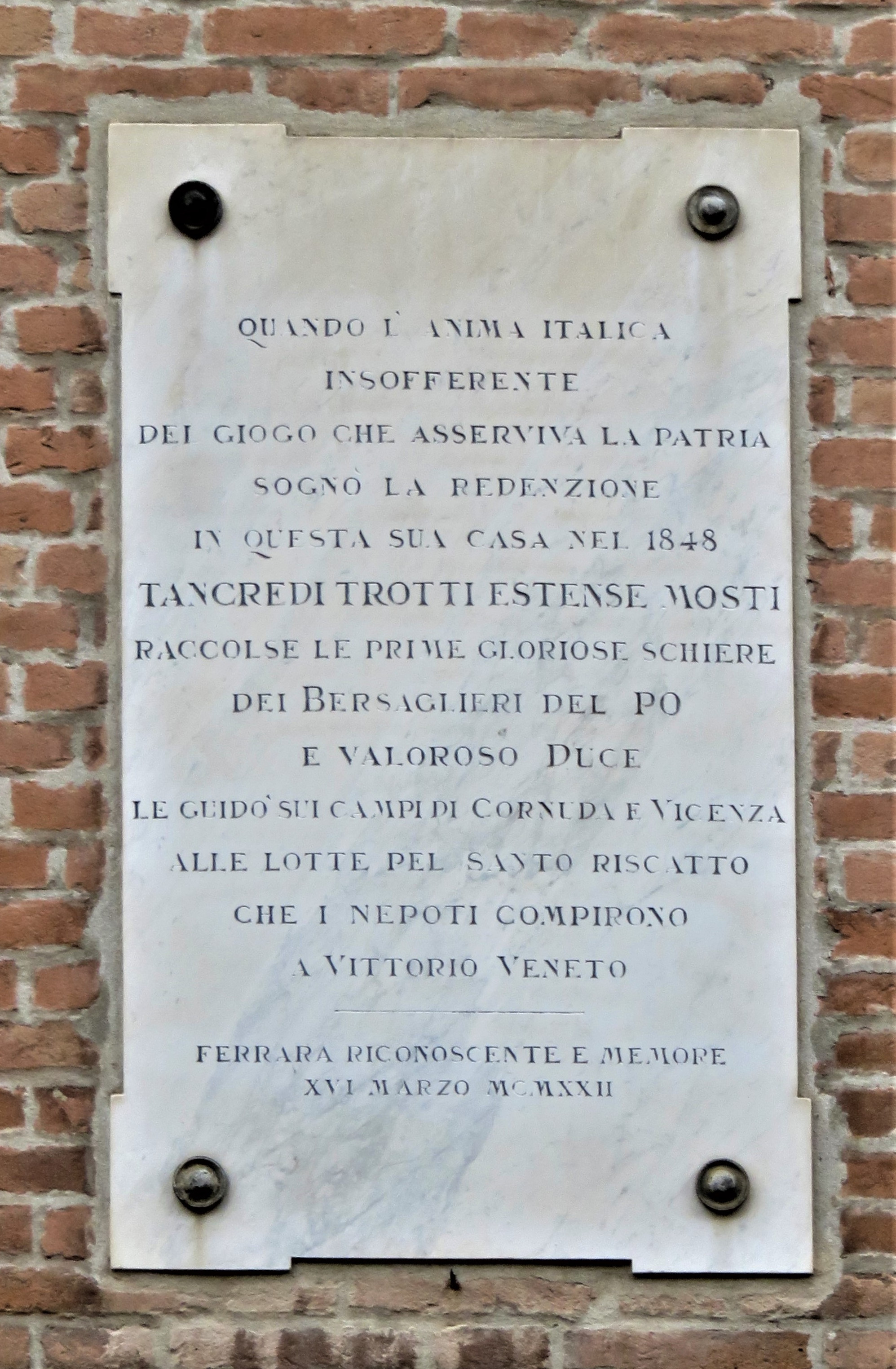
Epigrafe sulla facciata di palazzo Trotti Mosti in corso Ercole I d'Este che ricorda il luogo dove si raccolsero i Bersaglieri del Po sotto il comando di Tancredi Mosti Trotti Estense nel 1848

Tancredi Mosti Trotti Estense formò i Bersaglieri del Po in vista della Prima guerra di indipendenza. L'unità, composta da 129 uomini  dotati di carabine, fu inquadrata nella divisione dei Corpi franchi pontifici, comandata dal generale napoletano Andrea Ferrari, a sua volta alle dipendenze del generale pontificio Giovanni Durando.
I Bersaglieri lasciarono Ferrara il 12 aprile 1848; dopo essersi fermati quattro giorni a Francolino, il 16 aprile varcarono il Po e si posero agli ordini del generale Ferrari.
La campagna del Veneto iniziò con una ferale notizia. L'esercito di spedizione romano fu raggiunto dalla notizia dell'allocuzione «Non semel» di papa Pio IX del 29 aprile, con la quale il Pontefice decise di disimpegnarsi dalla guerra, subito seguito dal granduca toscano Leopoldo II e dal re napoletano Ferdinando II di Borbone. Cionondimeno, le truppe romane di Durando, come un piccolo contingente di quelle napoletane comandate da Guglielmo Pepe, decisero di restare in Veneto a combattere e a difendere le città venete libere.

### Battaglie di Montebelluna e Cornuda

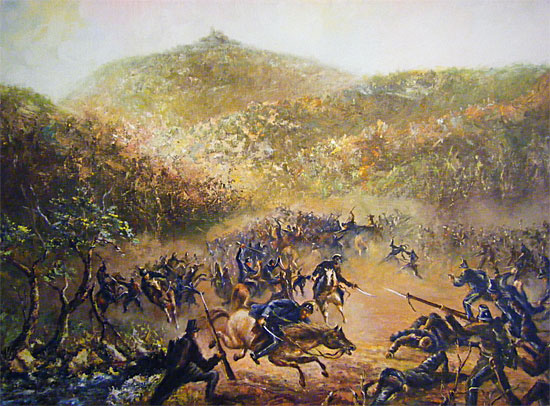
Ferdinando Bucci, La battaglia di Cornuda

I Bersaglieri del Po furono impegnati all'inizio di maggio a Montebelluna in una serie di scontri in cui i generali romani, Giovanni Durando e Andrea Ferrari, non riuscirono a coordinarsi e permisero al generale austriaco Nugent di raggiungere Vicenza e poi Verona.
All'inizio degli scontri i Bersaglieri formarono una postazione di avanscoperta ad Onigo. Furono i primi a prendere contatto col nemico, poco prima di sera; l'attacco austriaco fu così pressante che i Bersaglieri dovettero ripiegare su Cornuda.
L'8 maggio le forze di Ferrari, tra cui i Bersaglieri del Po, combatterono nella battaglia di Cornuda, ove cadde il conte Carlo Aventi; anche in questa occasione gli austriaci ebbero la meglio a causa dello scarso coordinamento dei comandanti romani, col mancato arrivo delle truppe di Durando. Al termine della battaglia Ferrari si ritirò su Treviso, che le sue forze dovettero difendere il 12 maggio dall'attacco degli austriaci.

### Le due battaglie di Vicenza
Ripiegati su Vicenza, con l'aiuto della guardia civica locale il Corpo d'Operazione pontificio difese la città veneta il 20 maggio e poi ancora il 24 maggio (le cosiddette «Cinque giornate di Vicenza»), riuscendo a respingere gli attacchi degli austriaci, che infine levarono la minaccia.
Il 10 giugno i Bersaglieri parteciparono alla battaglia di Vicenza. Furono schierati sul colle Barbato, fuori città, insieme ai soldati dei fratelli Fusinato; le truppe italiane furono costrette ad arretrare e difendere la città. In questa occasione i Bersaglieri furono posti in riserva; intervennero tentando di recuperare, insieme alla compagnia di tirolesi italiani e a quella di svizzeri italiani, casa Nievo, occupata dagli austriaci, restando sotto il fuoco nemico per ore.
A seguito della battaglia, Josef Radetzky contrattò con Durando una resa onorevole: il Corpo di Operazione romano sarebbe potuto tornare dietro il Po, ma in compenso si sarebbe astenuto dal partecipare agli scontri per tre mesi.
I Bersaglieri del Po tornarono a Ferrara il 16 giugno. In totale, persero il 25% degli effettivi.

### Difesa di Ancona
I Bersaglieri furono ricostituiti in occasione della proclamazione della Repubblica Romana (1849). Sotto il comando del maggiore C. Francia e del comandante di piazzaforte generale Livio Zambeccari, parteciparono alla difesa di Ancona dall'assedio degli austriaci del generale  Franz von Wimpffen.
Dal 24 maggio al 19 giugno 1849 gli assediati difesero con scarsi mezzi ma con valore la piazzaforte. I Bersaglieri del Po furono impegnati sia in sortite contro il nemico, sia nello spegnimento degli incendi. Alla fine, la città capitolò.